# Caras de Bélmez

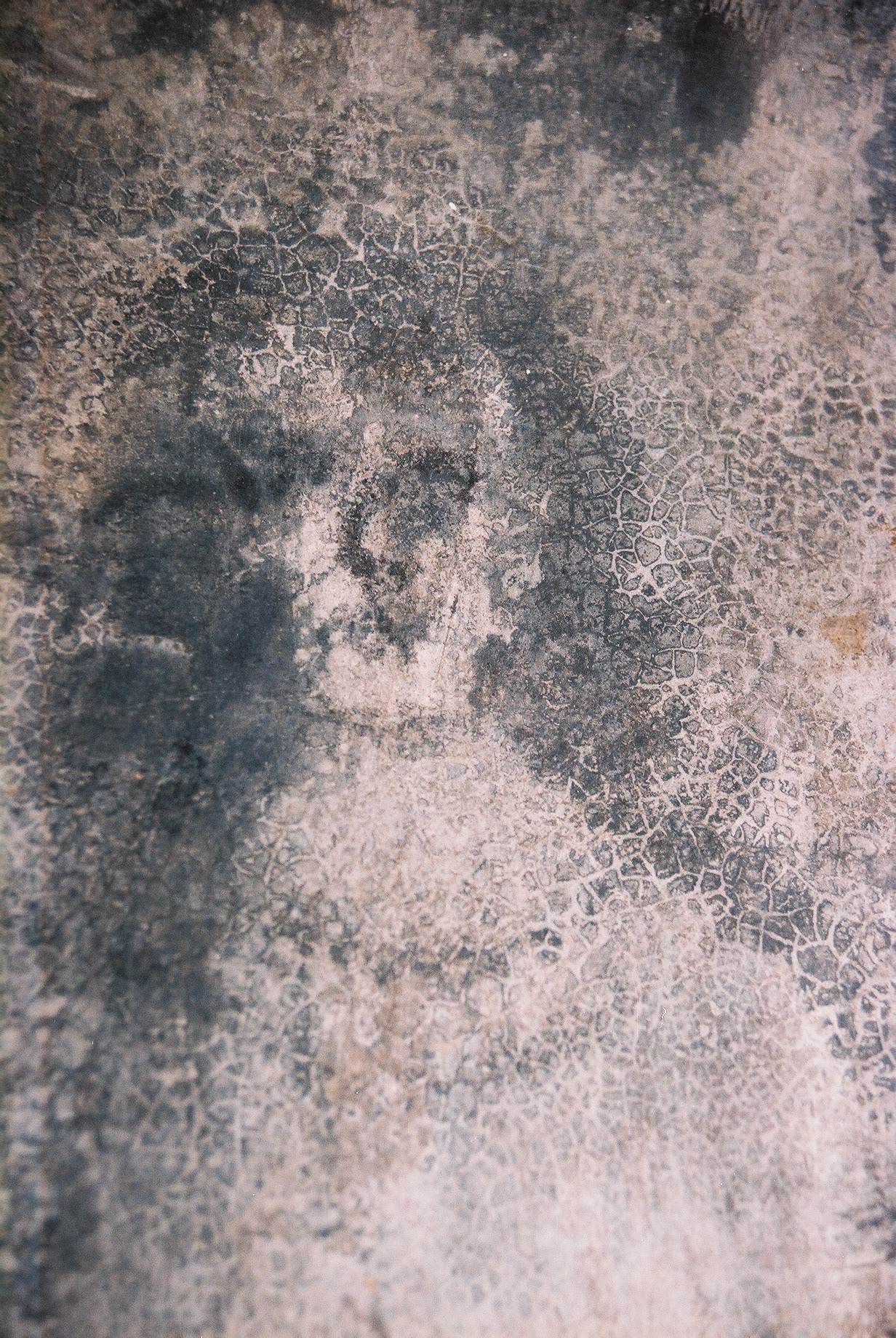
El rostro borroso de una fémina en 1992.

Las caras de Bélmez son unos rostros de aspecto fantasmagórico aparecidos en sucesivas olas en una casa familiar del pueblo de Bélmez de la Moraleda (Jaén, España) considerado por los adeptos a la parapsicología como un fenómeno paranormal. 
El fenómeno empezó a producirse en 1971 con el descubrimiento de la primera mancha con forma de rostro en el suelo de la cocina, tras lo cual el diario Pueblo lo reportó repetidamente, sin embargo medio año después publicó en un informe que habían sido pintadas con sales de plata. La afluencia de curiosos fue reportando beneficios a la familia que cobraba la entrada, venta de fotografías y los derechos a los numerosos reportajes en prensa. El fenómeno volvió a los medios a menudo de mano de teorías de investigadores de lo paranormal como Ricard Bru o Iker Jiménez, que publicaron libros y lo llevaron a las televisiones. Tras la muerte de la dueña de la casa en 2004, su clausura e intento de venta, aparecieron rostros en una casa diferente. Iker Jiménez inicialmente les dio validez y las añadió a su libro pero posteriormente diría que eran una falsificación.
Adeptos a la parapsicología consideraron este suceso como «sin duda, el fenómeno paranormal más importante del siglo XX». Sin embargo, varios estudiosos del tema lo catalogaron como un fraude. Desde la muerte de María Gómez Cámara, la propietaria de la casa, los rostros han ido haciéndose más borrosos.

## Historia

### El inicio: Aparición de las primeras caras

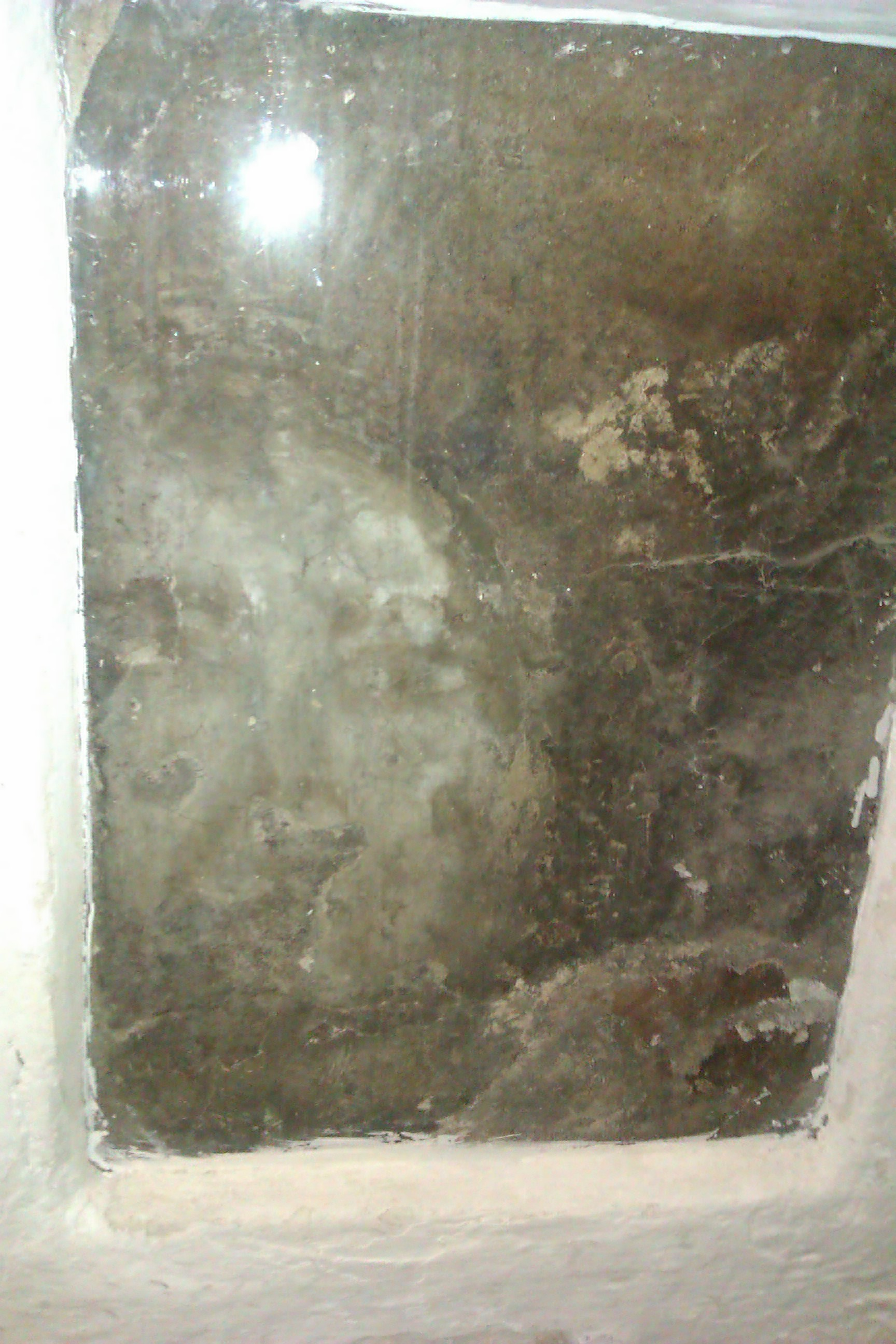
La primera de las caras de Bélmez, llamada "la Pava", fotografiada en mayo de 2012. Muy deformada y deteriorada respecto a su estado original, se conserva empotrada en la pared y protegida por un cristal.

La primera noticia sobre el fenómeno apareció publicada en un diario local en noviembre de 1971 y fue tratada profusamente por los medios de comunicación de la época. Una vecina de Bélmez, María Gómez Cámara (1919-2004), aseguraba que el 23 de agosto de ese mismo año advirtió en el suelo de cemento de su cocina, mientras cocinaba, una gran mancha con forma clara de rostro humano y salió a avisar a sus vecinas. Cinco días más tarde se raspó la supuesta cara y el albañil Sebastián Fuentes León echó yeso sobre la misma. Sin embargo, siempre según las declaraciones de los protagonistas, la supuesta cara reapareció días más tarde. Era un rostro aparentemente de varón, con los ojos y la boca abiertos y unos largos trazos oscuros a modo de bigotes. En los días siguientes, nuevos rostros que se añadieron al inicial surgieron en el suelo de la cocina y el pasillo de la casa. Aparecían y desaparecían, se desplazaban o se transformaban en otros, en un continuo movimiento que podría haberse repetido en mayor o menor medida hasta hoy.

#### Reacciones
Desde el primer momento, los periódicos adoptaron posturas opuestas: unos, como el Pueblo, defienden la autenticidad del suceso mientras que otros, como Ideal, lo catalogan como fraude.
Debido a la repercusión mediática, empezaron a llegar personajes y expertos famosos del mundo de la parapsicología, como Germán de Argumosa o Hans Bender, coincidiendo en catalogar los fenómenos de Bélmez como un gran misterio. Este último publicó unas líneas sobre el caso en el Zeitschrift für Parapsychologie (Revista de Parapsicología), avalando la hipótesis paranormal.
A los seis meses de las apariciones, el periódico Ideal hacía públicos los resultados de unos análisis demostrando que las caras habían sido pintadas con nitrato y cloruro de plata. Este método, usado en fotografía y empleado ya en los cuarenta por activistas antifranquistas, es muy eficaz, ya que los rostros aparecen al tiempo de haber sido pintados
Más tarde fue realizado otro análisis a las caras por el CSIC, en el cual no se mostraban restos de las sustancias señaladas como componentes de las caras en el primer análisis. Cabe destacar que el CSIC advirtió que desconocía cuál había sido el proceso para recoger las muestras, y que éstas fueron entregadas en un sobre de azúcar de cualquier cafetería, algo que hace dudar de la procedencia de las muestras, las cuales han servido para que muchos investigadores afirmen la falsedad de las caras.

### Estancamiento
A partir de 1972, el fenómeno sufre una bajada, tanto de interés mediático como de turismo, debido a que el diario Pueblo reconoce que las Caras de Bélmez no son un fenómeno paranormal como defendía el periódico El Alcázar. Según el periodista Antonio Casado, entonces en el diario Pueblo, que fue a Bélmez a cubrir la noticia, indica que hubo una censura oficiosa por parte de Francisco Franco, que permaneció oculta.
A partir de los 80 las nuevas caras sufren un cambio estilístico, pierden expresividad y se hacen más simples e infantiles. Algunos apuntaron que la muerte del fotógrafo del pueblo, que había de estar al tanto de las propiedades de las sales de plata usadas en el revelado de fotografía y que se lucraba con la venta de fotografías a los visitantes, pudo ser la causa de esta diferencia en su ejecución. En esa época surgen otros fenómenos catalogados como "sensacionales" incluyendo supuestas psicofonías y las apariciones de los rostros del gobernante Francisco Franco y de la socialite Isabel Preysler.

### Resurgimiento
Con la creación de la revista Enigmas, el fenómeno vuelve a disfrutar de un período de auge debido a que se baraja nuevamente la hipótesis paranormal de lo ocurrido en Bélmez. Periodistas como Iker Jiménez escriben sobre este tema para la revista y en su programa Cuarto Milenio.

### Nuevas caras
María Gómez falleció en febrero de 2004. Tras su muerte, Pedro Amorós, presidente de la Sociedad Española de Investigaciones Parapsicológicas (SEIP), investigó si habría más de esas pigmentaciones, que de acuerdo con su interpretación se trataba de teleplastias (manifestaciones o residuos de ectoplasma). Así surgieron las nuevas caras de Bélmez. La forma de estas nuevas caras es más vaga, y su identificación como rostros humanos queda más supeditada a la interpretación que en los casos anteriores. De hecho, una de las manchas obtenidas por la SEIP, y que supuestamente representa a un hombre de perfil, tiene semejanza con un gato de caricatura.
Varios diarios acusaron al ayuntamiento de la localidad de haber fabricado las caras en esta nueva casa al no conseguir adquirir, para explotarla turísticamente, la casa original de las caras.
La familia de María Gómez también ha sostenido que las caras no son negocio, lo cual resulta opuesto al hecho de que desde el 1 de julio de 2005 se le otorgó la titularidad de la denominación "Las caras de Bélmez" a Carmen Gómez Hervás, según consta en la web de la Oficina Española de Patentes y Marcas (OEPM). Se trata de la única marca registrada en esta oficina que incluye el topónimo "Bélmez".

#### Reacciones
Los escépticos sostienen que las nuevas caras fueron fabricadas en un momento muy conveniente, y que de hecho fueron "descubiertas" después de que Francisco Máñez le enseñara a Pedro Amorós cómo realizar manchas en el cemento que parecieran rostros humanos.
Máñez, parapsicólogo también, le pretendía enseñar a Amorós su teoría de que las caras eran sólo manchas de humedad que la pareidolia (capacidad humana de reconocer formas en cualquier cosa) hacía reconocer como caras o rostros. A los pocos días, Amorós lanzó la noticia del descubrimiento de las nuevas caras en la casa natal de María Gómez, obtenidas tras someter al suelo a un tratamiento que el SEIP describe tal y como Máñez describe el suyo.
Explica Máñez que el 25 de septiembre de 2004:

«Pedro Amorós mojó el suelo con una fregona y esperamos que se secara. Como era de esperar aparecieron manchas que recordaban a rostros. Tomé un pincel y humedecí las zonas que yo veía como parte de rostros para que los demás pudieran ver las caras. Incluso una de nuestras acompañantes llevó a cabo una prueba mojando las manchas que le parecían parte de una cara. Pese a que fue una demostración rápida y sencilla, quedó claro cómo crear 'caras de Bélmez' de forma artificial.»
Francisco Máñez

El ayuntamiento de Bélmez siempre ha rechazado las explicaciones que niegan el origen paranormal de las caras. Sin embargo, en mayo de 2007 el investigador Francisco Máñez y el redactor del diario El Mundo Javier Cavanilles (que había salido airoso de una demanda interpuesta por Amorós por acusarle de haber falsificado las nuevas caras) publicaron el polémico libro "Los caras de Bélmez". En él intentan demostrar que el caso era un fraude desde el primer día, que todos los rostros habían sido pintados por (o con la complicidad de) la familia de María Gómez y que los principales investigadores del caso habían manipulado los datos para mantener el misterio. Además hicieron públicos los principales documentos del caso (como los informes de CSIC) para probar sus afirmaciones.

## Hipótesis sobre las caras
En este caso hay dos posicionamientos opuestos muy claros. Por un lado hay investigadores que aseguran que la aparición es un proceso paranormal y por otro lado encontramos a otros investigadores que no dudan en clasificar a las caras de Bélmez como un fraude total. Existen, además, análisis químicos de investigadores del Consejo Superior de Investigaciones Científicas, que al amparo de dos investigaciones distintas (Juan José Alonso 1975, y Francisco José Vallé y Juan Antonio Martín 1991) no han podido encontrar el motivo de las pigmentaciones. El reporte de J.J. Alonso fue publicado originalmente en Psi Comunicación, la revista de la Sociedad Española de Parapsicología. A Alonso no le preocupó falsear la hipótesis paranormal y llegó a conclusiones ambiguas. No obstante, confirmó la presencia de un compuesto melanocrático en las muestras de la cara nombrada La pelona que analizó.

### Hipótesis del origen paranormal
Algunos investigadores sostienen que el origen de las caras está ligado a un antiguo cementerio andalusí del siglo XIII (prueba del C-14[cita requerida]) descubierto en el subsuelo de la cocina de la casa. En excavaciones realizadas hasta una profundidad de 2,8 m poco tiempo después de la primera aparición, se pudo constatar la aparición de restos de huesos humanos. Investigadores de lo paranormal han relacionado las teleplastias con otros fenómenos parapsicológicos, incluyendo psicofonías. En declaraciones personales de Miguel, el hijo de la dueña de la casa, y habitante de la misma desde el descubrimiento, éste afirmaba que él mismo participó en las excavaciones efectuadas bajo el hogar de la cocina, encontrando, a casi 3 metros de profundidad, algunos restos de huesos humanos, pero no es la cantidad que algunos han afirmado. Otros aducen que la formación de las caras es un fenómeno ligado a una corriente de agua subterránea que discurre bajo el suelo de la casa, lo cual provoca que la humedad permita fijar las teleplastias de una forma más clara y precisa. El mismo hijo de la dueña ha manifestado en reiteradas ocasiones que dentro de la vivienda no se han producido jamás fenómenos de tipo "poltergeist".
José Martínez Romero publicó un libro avalando la hipótesis paranormal, donde sostiene que hay un fenómeno de teleplastia detrás de la creación de las caras. En Inglaterra, Andrew MacKenzie, un escritor de lo paranormal, dedicó el primer capítulo del libro The seen and the unseen al caso Bélmez. Sin embargo, MacKenzie no hablaba español y durante su estancia en Bélmez careció de intérprete; sólo un taxista y el hijo de Martínez Romero le ayudaban con sus escasos conocimientos de inglés.

#### Análisis de 2014
En 2014, el programa de televisión Cuarto Milenio, dirigido por Iker Jiménez, llevó a cabo un análisis técnico con el fin de descubrir el posible fraude. Se contó con la presencia ante notario de José Javier Gracenea, doctor en ciencias químicas y director general de la empresa de ingeniería química Medco, y Luis Alamancos, criminalista forense y director del gabinete pericial Inpeval y el Instituto Nacional de Criminalística Aplicada. Tras extraer las muestras pertinentes de una de las caras bajo permiso de los dueños, Gracenea procedió a analizarlas y diagnosticó que las mismas «no estaban hechas con pintura», añadiendo que «según los conocimientos y las técnicas empleadas en la investigación, no aparece manipulación ni elementos externos». En segundo lugar, Alamancos intentó reproducir imágenes similares utilizando la variedad de métodos que muchos medios han dado por válidos durante años en el fraude (disolvente de hormigón, ácido clorhídrico y nitratos de plata), fracasando en la tarea y concluyendo que «la palabra que resume [su] opinión es desconcierto absoluto».
Se ha constatado que María Gómez Cámara tuvo influencia en la formación de las caras debido a las supuestas facultades psíquicas de ella, relacionado también con la muerte traumática de parte de su familia en la guerra civil española en el Santuario de la Cabeza, Andújar (Jaén), esto inconscientemente influiría a María Gómez a producir las teleplástias, ésta sería la explicación paranormal más acertada de éste hecho similar a otros eventos como los poltergeist o la telekinesia, la potencialidad de la mente humana sigue siendo hoy en día un gran misterio.

### Hipótesis del fraude
Manuel Martín Serrano impartía cátedra de Sociología en la Universidad Complutense de Madrid. Aunque su laborioso estudio Sociología del milagro: las caras de Bélmez fue el primer libro que un escéptico ha escrito exclusivamente sobre el caso, Serrano no realizó análisis químicos de las imágenes. Ya que las caras de Bélmez existen sobre lechada de cemento, es evidente que la autoridad capacitada para ofrecer un dictamen sobre los cambios moleculares que pueden tener lugar en una masa de hormigón es un técnico en esa materia, o un ilusionista (de haber sospechas de fraude). Serrano entrevista a decenas de belmoralences, a lo que nunca menciona por nombre. No obstante, el estudio de Serrano contribuye a explicar la dinámica social de lo que él cree era un timo perpetrado para ganar dinero.
Otro crítico del caso Bélmez fue José Luis Jordán. Aunque Jordán fue vicepresidente de la Sociedad Española de Parapsicología, era escéptico. A diferencia del libro de Serrano, en el de Jordán, Casas encantadas, poltergeist analiza supuestos casos de casas embrujadas en España, incluido el caso Bélmez.
En 1971 un departamento del Ministerio de Gobernación (hoy Ministerio del Interior de España) le pidió a Jordán que encabezara una comisión que integrase diversos técnicos en química de hormigón para realizar un estudio exhaustivo de los extraños sucesos de Bélmez, y presentar un informe a las autoridades. En Casas encantadas Jordán habla de diversas posibilidades de fraude: "pigmentación con una sustancia pardonegruzca", "una mezcla de hollín y vinagre" y "la acción agresora de un compuesto químico". En una entrevista realizada por dos miembros de la Sociedad Española de Parapsicología, Jordán declaró:

En cuanto al enigma del procedimiento químico lo solventé yo descubriendo que este compuesto se encuentra en cualquier droguería, pidiendo un producto de marca alemana para quitar las manchas de hormigón. Se aclara perfectamente que las imágenes estuvieran invisibles durante un tiempo, de modo latente.
José Luis Jordán

Ha habido otros parapsicólogos escépticos que se inclinan a la hipótesis del fraude. Ramos Perera, presidente de la Sociedad Española de Parapsicología, manifestó que por medio de pruebas con infrarrojo en La Pava, la primera de las caras, se percató que había coloración; de lo que deduce que fue pintada.

Esta vimos que tenía pigmentación añadida mediante fotografía infrarroja, e incluso era posible apreciar las cerdas del pincel utilizado. Desde luego no tuvimos dudas de que había sido pintada.
Ramos Perera

La Pava fue posteriormente empotrada a la pared en la casa de María.
Existe además el análisis químico de un investigador del Consejo Superior de Investigaciones Científicas de España. El reporte de J.J. Alonso fue publicado originalmente en Psi Comunicación, la revista de la Sociedad Española de Parapsicología. En dicho informe se aseguraba que la cara conocida como "La Pelona" correspondía a una suela de zapato de la talla 39.
En general, los cementos artificiales se fabrican a partir de piedra caliza, arcilla y yeso (los naturales se obtienen de rocas en que hay caliza y arcilla). Los componentes principales son caliza y arcilla caolinítica. Existen algunos cementos, como el aluminoso, que se obtienen de materiales aluminosos y calizos, y que son de color negro (melanocrático). La presencia de aluminio en el análisis de la losa de hormigón sobre la que se encuentra la cara de Bélmez denominada El Pelao le llevó a Ruiz Noguez suponer que se trata de un cemento de tipo aluminoso.

#### Comentario de Luis Ruiz Noguez
Otros escépticos también difieren de las interpretaciones parapsicológicas. Se ha mencionado el análisis químico realizado por el Instituto de Cerámica y Vidrio (ICV) sobre muestras de dos caras de Bélmez. En su evaluación del caso para un artículo de la Journal of the Society for Psychical Research de julio de 1993, Luis Ruiz Noguez opina que, del análisis ICV hay que destacar la presencia de tres cationes que se usan como pigmentos en la fabricación de pinturas: zinc, plomo y cromo
- Zinc. Se utiliza en la elaboración de recubrimientos del tipo orgánicos de zinc (Zinc-Rich) e inorgánicos de zinc en todas sus variantes (base acuosa, base solvente, autocurantes, postcurado, etc.). Sin embargo, este tipo de pinturas sólo se utiliza sobre sustrato metálico que ha sido limpiado previamente con chorro de abrasivo a metal blanco, aprovechando su característica de actuar como protector catódico. Además, las cantidades de polvo de zinc van desde 6 a 8 kg por cada galón de resina (vehículo). Es decir, los porcentajes obtenidos por el ICV son tan pobres que no podemos pensar que se haya utilizado una pintura de este tipo.

- Plomo. Existen varias sales de plomo que se utilizan como pigmentos en la elaboración de tintas y pinturas. Por ejemplo, el trióxido de plomo, de color amarillo naranja; el tetraóxido de plomo, de color rojo y que hasta hace poco se utilizaba en gran medida para la elaboración de los primarios de taller (tiene la característica de ser insoluble al agua y a la mayoría de los ácidos); el sulfato de plomo (II), de color blanco e insoluble al agua fría; el carbonato de plomo (II), de color blanco; y el cromato de plomo (II), de color amarillo. Casi todos, con el tiempo y expuestos a la acción del medio ambiente y ciertos agentes químicos, tienden a dar una coloración de marrón oscuro a negro.

- Cromo. El cromo es un metal blanco, cristalino, poco dúctil y maleable. No se encuentra libre en la naturaleza. El mineral industrial más importante es la cromita: una combinación de óxido de cromo y hierro, que también contiene cantidades variables de sílice. En combinación con el plomo se puede encontrar, aunque escasamente, como crocoíta. Las sales de cromo son altamente coloridas, por lo que se utilizan en la elaboración de pigmentos para pinturas.

Según el artículo de la Journal of the Society for Psychical Research, ambos cationes, plomo y cromo, son candidatos para fundamentar la sospecha de utilización de pintura en la elaboración de las caras de Bélmez. Ruiz Noguez se inclina por el uso del plomo por varias razones: (1) Durante muchos años el plomo fue el pigmento más usado para elaborar primarios de taller. (2) El porcentaje de cromo en los análisis es muy pobre para considerarlo como candidato. (3) Las coloraciones que imparte el plomo tienden a ser oscuras y poco vistosas, lo que no ocurre con el cromo. (4) Los primarios más comunes y baratos son los esmaltes, que contienen plomo. Además, estos esmaltes tenían un amplio uso casero debido a la facilidad de su aplicación.
Por otra parte, existen varias objeciones a la hipótesis de utilización de pintura en el asunto de Bélmez: (1) Los esmaltes de tipo alquidálico no resisten la abrasión. (2) La pintura deja una película que puede diferenciarse fácilmente del sustrato. (3) Los alquidálicos no tienen una buena resistencia química hacia los ácidos, álcalis o detergentes.
Otra posible explicación sería el uso de productos químicos oxidantes, o que sean sensibles a la luz: nitrato de plata, que se oscurece con la parte ultravioleta de la luz solar. (No basta que Alonso haya descartado la presencia de nitrato de plata; habría que corroborar sus observaciones.) En el primer caso podrían utilizarse los ácidos nítrico, sulfúrico, muriático (clorhídrico), acético (vinagre) y otros. Ruiz Noguez sugiere que habría que hacer pruebas en el suelo de la casa de Bélmez para ver cómo se comportaría con esas sustancias. Ruiz Noguez considera la hipótesis de José Luis Jordán, la acción agresora de un compuesto químico, la manera más probable de provocar el efecto de las caras. Esta hipótesis se refiere a las caras borrosas, como la mayoría de las caras de Bélmez (por ejemplo, la imagen de la mujer al inicio de este artículo).
La excepción sería La Pava, que según Ramos Perera fue la única pintada. Esta vieja imagen se está desvaneciendo en el cemento oscuro y húmedo, como puede apreciarse en las fotografías de un sitio web.

## Repercusiones
La atención mediática prestada sobre el fenómeno de las Caras de Belméz pronto generó en una serie de repercusiones sobre la propia familia y el pueblo.

### Turismo

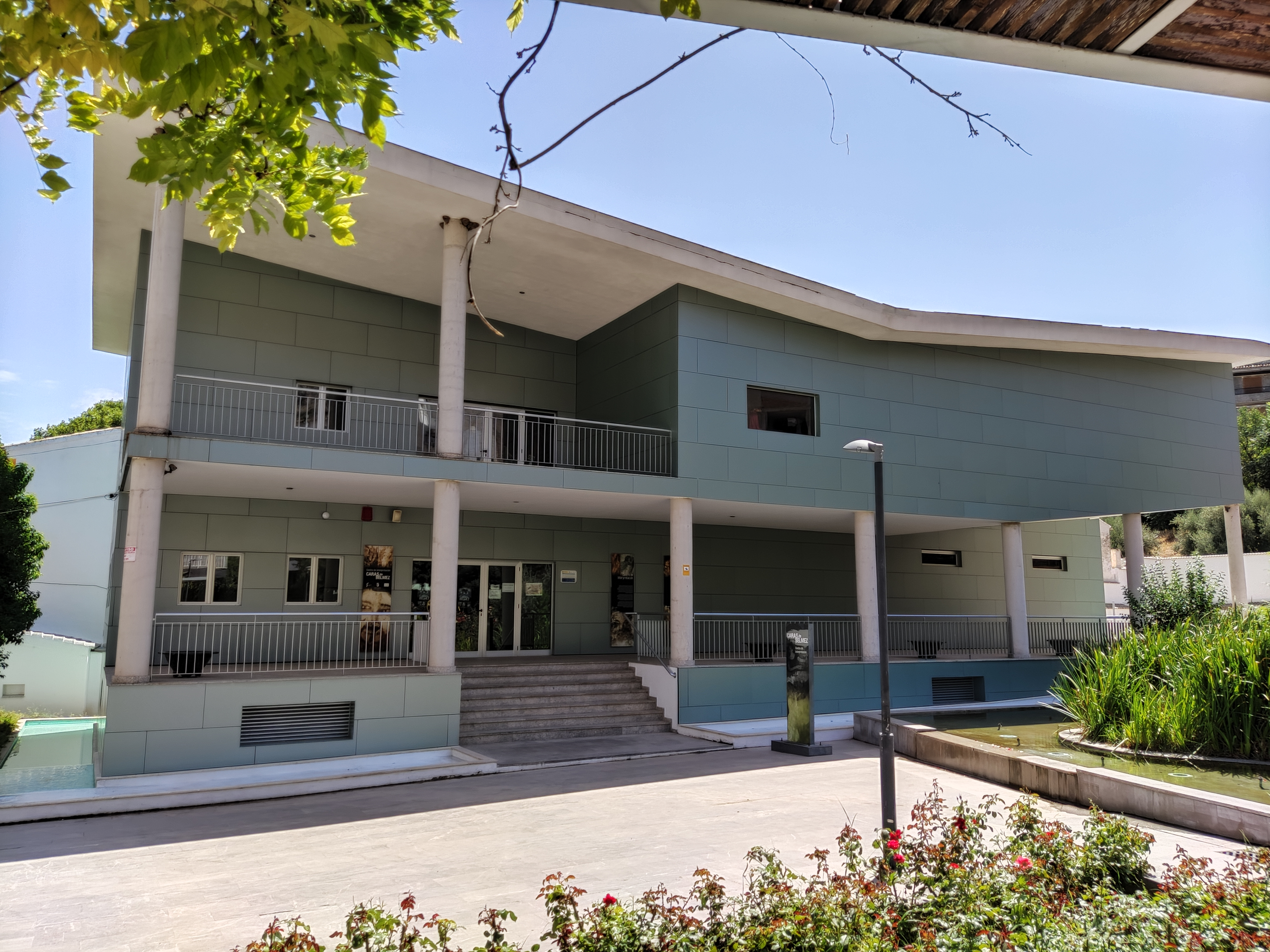
Centro de interpretación de las Caras de Bélmez.

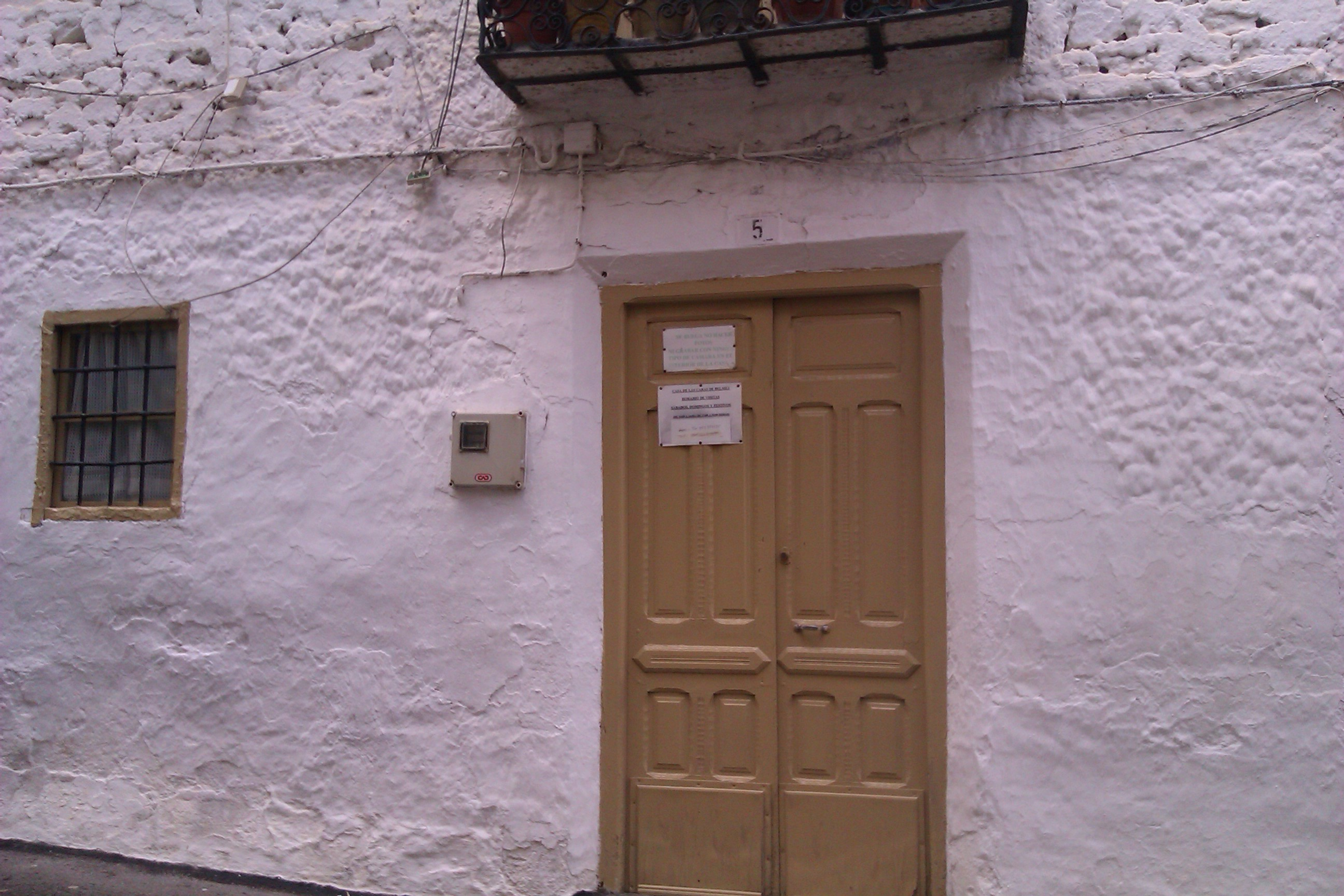
La casa de María Gómez en 2012, con un cartel que indica el horario de visitas.

En torno al fenómeno de las caras pintadas se originó un curioso modelo de turismo de lo paranormal. Durante los 33 años en que María Gómez convivió con las caras, fueron muchos los que se acercaron a Bélmez para visitar la casa de María y ver personalmente los trazos en el cemento.
Debido a las visitas a la casa de María Gómez, se generó en un primer momento un fuerte aumento en el negocio de la restauración y de la hostelería en Bélmez, un goteo de visitantes que, si bien ha disminuido considerablemente, nunca ha cesado. Sin embargo, actualmente no existe ningún restaurante, ni tan siquiera un hotel donde poder alojarse; incluso el tejado de la "Casa de las Caras" está hundido, algo que pone en duda que el pueblo o la familia de María Gómez, que se sigue dedicando a la agricultura y ganadería, se esté lucrando de este extraño caso.
Actualmente, los oriundos del pueblo ven aún con cierta curiosidad cómo se acercan forasteros y extranjeros con el único propósito de pasear por el pueblo. Aunque la vivienda permanece cerrada desde la muerte de la dueña en 2004, un cartel en la puerta anuncia un horario de apertura los fines de semana para visitas, así como el teléfono de contacto del hijo y la nuera de María Gómez.
En febrero de 2013 el Ayuntamiento de Bélmez inauguró en el edificio de la antigua escuela un "Centro de Interpretación de las Caras" financiado con dinero de la Unión Europea.